# Sigmund Warburg
 (juin 2010).
Si vous disposez d'ouvrages ou d'articles de référence ou si vous connaissez des sites web de qualité traitant du thème abordé ici, merci de compléter l'article en donnant les références utiles à sa vérifiabilité et en les liant à la section « Notes et références ».
Pour les articles homonymes, voir Warburg (homonymie).
Sir Siegmund George Warburg (1902-1982) est un banquier britannique d'origine allemande, issu de la famille propriétaire de la banque M. M. Warburg & Co. basée à Hambourg (Deutschland).

## Biographie
Sigmund Warburg est issu d'une famille juive, très investie dans la finance et la banque depuis deux siècles et conseiller du Prince, c'est-à-dire des souverains.
Dès 1922, il travaille avec son oncle Paul Warburg sur le financement des réparations dues par l'Allemagne aux Alliés après 1918. Il quitte le Reich en 1933 et s'installe à Londres. Il y crée une société d'aide mutuelle aux juifs persécutés puis une banque d'affaires, la New Trading Company qui devient la banque S.G. Warburg and Co. Devenu sujet britannique juste avant le déclenchement de la Seconde Guerre mondiale, il y poursuit ses activités après 1945.
En novembre 1959, il met au point la stratégie des offres publiques d'achat, à l'occasion de ce que l'on a appelé la « guerre de l'aluminium » entre Alcoa (entreprise américaine) et Tube-Reynolds (entreprises britanniques), pour le rachat de British Aluminium ; pour cela, il s'adresse directement aux actionnaires par-dessus la tête des dirigeants.
Selon son biographe Jacques Attali, le système de l'OPA accrut considérablement le dynamisme de l'économie occidentale dans les années 1960 : avec ce nouveau système, plus aucune direction d'entreprise cotée ne sera à l'abri d'une offre hostile. Quand il monte sa banque d'affaires en 1937, il a 3 employés, à la fin des années 1970, S.G. Warburg a 15 000 employés, répartis dans 40 pays. Il devient une personnalité de la City et fut anobli par la reine en 1966.
En 1978, il intervient auprès du Premier ministre israélien, Menahem Begin, pour faire les concessions nécessaires à l'établissement d'une paix durable avec l'Égypte.